# Цзютай
Цзюта́й (кит. упр. 九台, пиньинь Jiǔtái, буквально: «Девятая башня») — район городского подчинения города субпровинциального значения Чанчунь провинции Гирин (КНР).

## История
Во времена империи Цин в конце XVII века для предотвращения проникновения китайцев и монголов на историческую родину маньчжуров была возведена Ивовая изгородь. У «Внешней изгороди» на участке в 240 км имелось четверо врат и 28 башен. В этих местах располагалась 9-я башня. В связи с изменением общей ситуации в 1860 году запреты на передвижение были сняты. В 1907 году была образована провинция Цзилинь. В 1932 году властями Маньчжоу-го из частей уездов Юнцзи, Чанчунь и Дэхуэй провинции Цзилинь был образован уезд Цзютай. 30 августа 1988 года указом Госсовета КНР уезд Цзютай был преобразован в городской уезд.
В 2014 году городской уезд Цзютай был преобразован в район городского подчинения.

## Административное деление
Городской уезд Цзютай делится на 3 уличных комитета, 10 посёлков и 2 национальные волости.

## Соседние административные единицы
Городской уезд Цзютай граничит со следующими административными единицами:
- Районы Куаньчэн и Эрдао (на юго-западе),
- Городской уезд Дэхуэй (на северо-западе),
- Городской округ Гирин (на востоке).